# New Diggings (Wisconsin)
New Diggings es un pueblo ubicado en el condado de Lafayette en el estado estadounidense de Wisconsin. En el Censo de 2010 tenía una población de 502 habitantes y una densidad poblacional de 7,64 personas por km².

## Geografía
New Diggings se encuentra ubicado en las coordenadas 42°34′13″N 90°20′10″O / 42.57028, -90.33611. Según la Oficina del Censo de los Estados Unidos, New Diggings tiene una superficie total de 65.67 km², de la cual 65.67 km² corresponden a tierra firme y (0%) 0 km² es agua.

## Demografía
Según el censo de 2010, había 502 personas residiendo en New Diggings. La densidad de población era de 7,64 hab./km². De los 502 habitantes, New Diggings estaba compuesto por el 97.01% blancos, el 0% eran afroamericanos, el 0.8% eran amerindios, el 1% eran asiáticos, el 0% eran isleños del Pacífico, el 1% eran de otras razas y el 0.2% pertenecían a dos o más razas. Del total de la población el 1% eran hispanos o latinos de cualquier raza.